# Austrelaps superbus
Espèce
Synonymes
- Hoplocephalus superbus Günther, 1858
- Alecto schmidti Jan & Sordelli, 1873

Austrelaps superbus est une espèce de serpents de la famille des Elapidae.

## Répartition
Cette espèce, endémique, se rencontre en Australie-Méridionale, en Nouvelle-Galles du Sud, au Victoria et en Tasmanie.

## Description
Les adultes mesurent de un à un mètre cinquante.

## Venin
C'est un serpent dangereux au venin neurotoxique qui peut tuer un adulte, si les premiers soins corrects ne sont pas appliqués rapidement.

## Dénomination
Les australiens l'appellent Copperhead mais n'est pas apparenté au Copperhead américain, Agkistrodon contortrix.

## Publication originale
- Günther, 1858 : Catalogue of Colubrine Snakes in the Collection of the British Museum, London, p. 1-281 (texte intégral).